# Klaus-Dieter Augst
Klaus-Dieter „Bobby“ Augst (* 23. Juli 1958) ist ein ehemaliger deutscher Fußballspieler und gelernter Handwerker.
Der 1,80 m große Stürmer absolvierte 63 Spiele für Kickers Offenbach und den FSV Salmrohr in der 2. Fußball-Bundesliga und erzielte dabei 14 Tore.

## Stationen
- Grün-Weiß Mendig
- TuS Mayen
- 1983–1984 FSV Salmrohr
- 1984–1985 Kickers Offenbach
- 1986–1987 FSV Salmrohr
- TuS Mayen
- SpVgg EGC Wirges
- SG Mendig/Bell
- TuS Hausen
- FSG Lasserg/Wierschem
- SV Ruitsch-Kerben